# Puigdàlber
Puigdàlber település Spanyolországban, Barcelona tartományban. Lakosainak száma 629 fő (2024).

## Földrajza
Puigdàlber Font-rubí és El Pla del Penedès községekkel határos.

## Népesség
A település lakosságának változását az alábbi diagram mutatja:
| Lakosok száma | 60   | 370  | 389  | 348  | 309  | 389  | 508  | 532  | 526  | 629  |
|               | 1717 | 1887 | 1936 | 1960 | 1986 | 2004 | 2009 | 2014 | 2019 | 2024 |